# Étienne Laspeyres
Ernst Louis Étienne Laspeyres (Halle, 1834. november 28. – Gießen, 1913. augusztus 4.) német közgazdász és statisztikus.

## Élete
Laspeyres egy hugenotta családból származott, akik a 17. században a dél-franciaországi Gascogne területéről költöztek Berlinbe. Hogy eredetét jobban kihangsúlyozza, ezért ragaszkodott nevének okcitán kiejtéséhez [lasˈpejres].
Egyetemi tanulmányait Tübingenben, Berlinben, Göttingenben, Halléban és Heidelbergben végezte. Utóbbin habilitált 1860-ban, és négy évvel később bázeli egyetemen lett professzor. Munkáját 1866-ban Rigában folytatta, három évvel később Dorpatban. Itt közgazdaságtant, statisztikát, államtudományokat és kameralizmust (a merkantilizmus német nyelvterületen átvett formája) tanított. 1873-ban Karlsruhéba nevezték ki, de már a következő évben Gießenbe költözött át, ahol egészen 1900-ig 26 éven keresztül egy politikatudományi tanszéken dolgozott. 78 éves korában hunyt el, a gießeni temetőben nyugszik.

## Munkássága
Laspeyrest Németországban a vállalatgazdaságtan, mint egyetemi diszciplina megteremtőjének tartják. Emellett a közgazdaságtant és a statisztikát igyekezte ötvözni azáltal, hogy "olyan ötleteket dolgozott ki, amelyek nagyjából nemzeti és nemzetközi szinten valósággá váltak: a közgazdaságtan számszerűsítése és operacionalizálása, a statisztikai hivatalok kibővítése, és azok együttműködése a közgazdasági kutatókkal, közgazdász és statisztikus egyesítése egy személyben" (Rinne, 1983). Közgazdasági elveit tekintve a német történeti iskolához kapcsolódott Laspeyres, illetve a kathedersozializmus politikai irányzathoz.

## Laspeyres-féle árindex
Laspeyres leginkább a bázisidőszaki súlyozású árindexről nevezetes, amelyet 1871-ben fejlesztett ki:
{\displaystyle I_{p}^{0}={\frac {\sum q_{0}p_{1}}{\sum q_{0}p_{0}}}}
Ez alapján látható, hogy két aggregátumot hasonlít össze az index, mégpedig a számlálóban szereplő bázisidőszaki termékeket tárgyidőszaki áron, illetve a nevezőben a bázisidőszaki termékeket bázisidőszaki áron. Hogy a különbséget érzékeltessük, ezért íme a Paasche-féle tárgyidőszaki súlyozású árindex:
{\displaystyle I_{p}^{1}={\frac {\sum q_{1}p_{1}}{\sum q_{1}p_{0}}}}
Itt a Laspeyres-indexszel ellentétben tárgyidőszaki termékszerkezettel számoljuk az aggregátumokat. A két árindexet egy kissé komolytalan módon lehet könnyen megjegyezni, mégpedig a Laspeyres-indexnél a nullák L-alakban vannak, míg a Paasche-indexnél az egyesek P-alakban.
Az Edgeworth-Marshall- és a Fisher-árindex kiküszöböli a két index különbözőségét:
{\displaystyle I_{p}^{EM}={\frac {\sum q_{0}p_{1}+\sum q_{1}p_{1}}{\sum q_{0}p_{0}+\sum q_{1}p_{0}}}}
{\displaystyle I_{p}^{F}={\sqrt {{\frac {\sum q_{0}p_{1}}{\sum q_{0}p_{0}}}\cdot {\frac {\sum q_{1}p_{1}}{\sum q_{1}p_{0}}}}}={\sqrt {I_{p}^{0}\cdot I_{p}^{1}}}}

## Laspeyres-féle volumenindex
Az árindexhez hasonlóan létezik Laspeyres-féle bázisidőszaki súlyozású volumenindex:
{\displaystyle I_{q}^{0}={\frac {\sum p_{0}q_{1}}{\sum p_{0}q_{0}}}}
Itt nem az árakat hasonlítja össze az index, hanem a termelést. A Paasche-féle tárgyidőszaki súlyozású volumenindex következő:
{\displaystyle I_{q}^{1}={\frac {\sum p_{1}q_{1}}{\sum p_{1}q_{0}}}}
Fontos figyelni arra, hogy a megjegyzést könnyítő szabály miatt a p és a q sorrendjét megcseréltük. Az Edgeworth-Marshall- és a Fisher-volumenindex pedig a következő:
{\displaystyle I_{q}^{EM}={\frac {\sum p_{0}q_{1}+\sum p_{1}q_{1}}{\sum p_{0}q_{0}+\sum p_{1}q_{0}}}}
{\displaystyle I_{q}^{F}={\sqrt {{\frac {\sum p_{0}q_{1}}{\sum p_{0}q_{0}}}\cdot {\frac {\sum p_{1}q_{1}}{\sum p_{1}q_{0}}}}}={\sqrt {I_{q}^{0}\cdot I_{q}^{1}}}}

## Válogatott írásai
Könyvek
- Wechselbeziehungen zwischen Volksvermehrung und der Höhe des Arbeitslohns, 1860, Heidelberg
- Geschichte der Volkswirtschäftlichen Anschauungen der Niederländer und ihrer Literatur zur Zeit der Republik, 1863, Lipcse
- Der Einfluß der Wohnung auf die Sittlichkeit, 1869, Berlin

Cikkek
- Mitteilungen aus Pieter de la Courts Schriften. Ein Beitrag zur Geschichte der niederländischen Nationalökonomik des 17. Jahrhunderts, 1862. Zeitschrift für die gesamte Staatswissenschaft, 330-374. o.
- Hamburger Warenpreise 1851-1860 und die kalifornisch-australische Geldentdeckung seit 1848. Ein Beitrag zur Lehre von der Geldentwertung, 1884. Jahrbücher für Nationalökonomie und Statistik
- Die Berechnung einer mittleren Warenpreissteigerung, 1871. Jahrbücher für Nationalökonomie und Statistik
- Welche Waren werden im Verlaufe der Zeiten immer teurer? – Statistische Studien zur Geschichte der Preisen, 1872. Zeitschrift für die gesamte Staatswissenschaft
- Statistische Untersuchungungen über die wirtschaftliche und soziale Lage der sogenannte arbeitenden Klassen, 1875. Concordia Zeitschrift für die Arbeiterfrage
- Die Kathedersozialisten und die statistischen Congresse. Gedanken zur Begründung einer nationalökonomischen Statistik und einer statistischen Nationalökonomie, 1875. Deutsche Zeit- und Streit-Fragen
- Zur wirtschaftlichen Lage der ländlichen Arbeiter im deutschen Reich, 1876. Zeitschrift für die gesamte Staatswissenschaft
- Preise (Die Bewegungen der Warenpreise in der zweiten Hälfte des 19. Jahrhunderts), 1883. Meyers Konversations-Lexikon
- Statistischen Untersuchungen zur Frage der Steuerüberwälzung, 1901. Finanz-Archiv
- Einzelpreise und Durchschnittspreise vegetalischer und animalischer Produkte in Preußen während der 75 Jahre 1821 bis 1895, 1901. Zeitschrift, Königlich Preußisches Statistisches Bureau